# Cupra Marittima
Cupra Marittima je lázeňské město ležící na jadranském pobřeží v provincii Ascoli Piceno, v italském regionu Marche.

## Historie
Cupra Marittima byla římskou kolonií, název města vzešel ze jména bohyně Dea Cupra, která byla bohyní kmene Picenu, později byla uctívána i Římany, oltář zasvěcený této bohyni se ve městě dochoval do dnešních dnů. Původní středověká část města se nazývá Marano, k této části ve druhé polovině 19. století byla při pobřeží založena rybářská vesnice, která dnes tvoří turistickou část Cupri. Archeologické vykopávky bohaté na nekropole ve čtvrti Castelletta svědčí o prehistorickém osídlení kočovným kmenem Picenů (8. až 2. století př. n. l.). Kmen Picenů byl poražen v roce 268 př. n. l., čímž se Cupra Marittima stala římskou kolonií proslulou námořním obchodem s Orientem. S pádem římské říše město střídavě ovládali Langobardi, Byzantinci a Frankové. V 9. století bylo město zničeno. V roce 1076 se město stalo svobodným městem pod ochranou Ferma, kterému muselo platit daně. Ve druhé polovině 19. století bylo vybudováno veřejné osvětlení a železnice. Obyvatelé města se přesunuli blíže k pobřeží a hlavní součást jejich obživy se stal rybolov. Počátek 20. století byl ve znamení rychlého ekonomického rozvoje, na pobřeží vyrostly domy v secesním stylu a první lázeňské domy pro turisty.

## Geografie
Město patří do jedné ze tří turistických destinaci Palmové riviéry. V roce 1997 letovisko získalo symbol Modré vlajky, který označuje pláže nebo přístavy splňující standardy týkající se péče o životní prostředí.